# Norman Spence
Norman Spence – kanadyjski zapaśnik walczący w stylu wolnym.  Brązowy medalista mistrzostw Wspólnoty Narodów w 1993. Mistrz igrzysk frankofońskich w 1994. Czwarty w Pucharze Świata w 1994 roku.